# دولت تقلیل‌یافته
دولت تقلیل‌یافته یا دولت باقی‌مانده (انگلیسی: Rump state)، باقی‌مانده یک دولت است که زمانی بسیار بزرگتر بوده و در پی تجزیه‌طلبی، ضمیمه کردن به خاک، اشغال نظامی، استعمارزدایی، کودتا یا انقلاب، در بخشی از قلمرو سابق خود، باقی مانده است. در آخرین مورد، یک دولت در تبعید بخشی از قلمرو سابق خود را کنترل می‌کند.